# Djha als rechter
Djha als rechter is een volksverhaal uit Marokko.

## Het verhaal
Djha gaat naar de kalief om tot rechter benoemd te worden. Hij ziet een ruzie tussen een arme man en een verkoper en komt tussenbeide. De arme man heeft honger en hield zijn brood boven de rook, zodat het vol vet van het vlees en rook was getrokken. De verkoper wil nu dat de man betaalt, maar de arme man zegt geen vlees gegeten te hebben. Djha vraagt de verkoper hoeveel geld hij wil en deze wil vijf dirham. Djha vraagt de arme man één dirham en laat het vijf keer rinkelen, waarna hij het geldstuk teruggeeft.
Djha vertelt de koopman dat de arme man de rook van zijn vlees heeft gegeten en nu betaald heeft met het geluid van een dirham.

## Achtergronden
- Djha of Djiha is een persoon die in veel volksverhalen in Noord-Afrika en het Midden-Oosten voorkomt. In Egypte heet hij Goha en in Turkije Nasreddin Hodja. Het is een slimme jongen die zich onnozel voordoet om machthebbers en rijken te foppen. Het is de ware wraak van het gewone volk op de heersende klassen.
- Vergelijk met Het zonderlinge rechtgeding uit Indonesië en De boer als advocaat uit Nederland.